# Hekou (köpinghuvudort i Kina, Jiangxi Sheng, lat 28,32, long 117,71)
Hekou (kinesiska: 河口) är en köpinghuvudort i Kina. Den ligger i provinsen Jiangxi, i den sydöstra delen av landet, omkring 180 kilometer öster om provinshuvudstaden Nanchang. Antalet invånare är 65 226. Befolkningen består av 32 374 kvinnor och 32 852 män. Barn under 15 år utgör 20,0 %, vuxna 15-64 år 72 %, och äldre över 65 år 7,0 %.
Runt Hekou är det ganska tätbefolkat, med 192 invånare per kvadratkilometer. Hekou är det största samhället i trakten. Trakten runt Hekou består till största delen av jordbruksmark.
Genomsnittlig årsnederbörd är 2 755 millimeter. Den regnigaste månaden är juni, med i genomsnitt 477 mm nederbörd, och den torraste är oktober, med 35 mm nederbörd.